# Hastings-Schachturnier
Das Hastings-Schachturnier (Hastings Premier) beim weihnachtlichen Hastings International Chess Congress ist ein seit 1920/21, mit einer Unterbrechung wegen des Zweiten Weltkriegs, jährlich stattfindendes Schachturnier im englischen Hastings. Weitere Schachturniere wurden in Hastings beim Sommerkongress unregelmäßig ausgerichtet.

## Geschichte

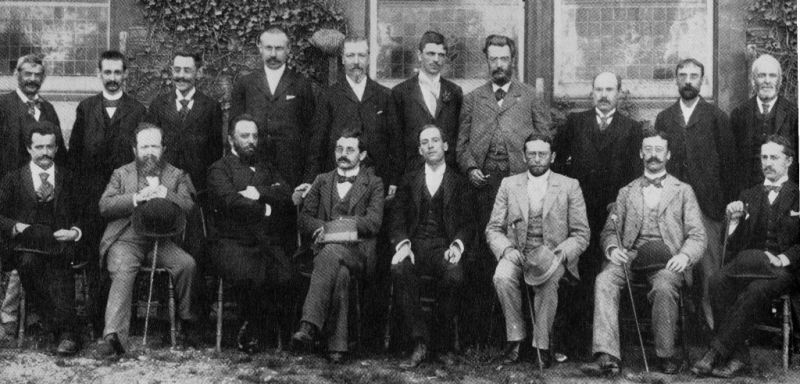
Teilnehmer des Schachturniers zu Hastings 1895;
stehend (von links): Albin, Schlechter, Janowski, Marco, Blackburne, Maróczy, Schiffers, Gunsberg, Burn, Tinsley;
sitzend (von links): Vergani, Steinitz, Tschigorin, Em. Lasker, Pillsbury, Tarrasch, Mieses, Teichmann

In den 1880er Jahren bestand in Hastings ein großes Interesse am Schachspiel. Am 15. Juni 1882 wurde in einer lokalen Zeitung eine Anzeige veröffentlicht, dass am 28. Juni 1882 im Albert Temperance Hotel ein Schachkongress stattfinden solle. Aus dem Treffen ging der Hastings and St. Leonards Chess Club hervor. Unter der Leitung von Schriftführer Herbert Dobell wurden zunächst regionale Turniere ausgerichtet und später jährliche Lesungen gehalten, für die Meisterspieler eingeladen wurden.
Im Sommer 1895 wurde das Schachturnier zu Hastings 1895 als Rundenturnier mit 22 Spielern ausgetragen, darunter Schachweltmeister Emanuel Lasker und Exweltmeister William Steinitz, die neben Siegbert Tarrasch als Favoriten galten. Das Turnier wurde von dem 22 Jahre alten US-Amerikaner Harry Nelson Pillsbury vor dem Russen Michail Tschigorin gewonnen, während die Favoriten auf dem dritten bis fünften Platz abschlossen. Das Turnier gilt als eines der stärksten der Schachgeschichte.
Nach dem zwischenzeitlichen „Siegerturnier“ 1919, dem ersten Schachturnier in den alliierten Staaten nach dem Ersten Weltkrieg, fanden ab Weihnachten 1920 auch Weihnachtskongresse statt, die ein jährliches Rundenturnier beinhalten sollten. Das erste solche Turnier 1920/21 wurde vom Engländer Frederick Yates gewonnen. Die jährliche Durchführung wurde bis 1939/40 beibehalten, dann jedoch wegen des Zweiten Weltkriegs unterbrochen. Seit 1945/46 findet das Turnier wieder jährlich statt.
Die ersten zehn Schachweltmeister William Steinitz, Emanuel Lasker, José Raúl Capablanca, Alexander Aljechin, Max Euwe, Michail Botwinnik, Wassili Smyslow, Michail Tal, Tigran Petrosjan und Boris Spasski sowie der zwölfte Schachweltmeister Anatoli Karpow haben an einem Schachturnier in Hastings teilgenommen. Als erste Frau spielte Schachweltmeisterin Vera Menchik 1929/30 bis 1936/37 beim jährlichen Turnier mit. Als weitere Schachweltmeisterin nahm 1964/65 Nona Gaprindaschwili teil.

## Turniere

### Sommerturniere
Die Sommerturniere wurden unregelmäßig veranstaltet.
| # | Jahr | Sieger                                      |
| - | ---- | ------------------------------------------- |
| 1 | 1895 | Harry Nelson Pillsbury (Vereinigte Staaten) |
| 2 | 1919 | José Raúl Capablanca (Kuba)                 |
| 3 | 1922 | Alexander Aljechin (Russland)               |
| 4 | 1995 | Suat Atalık (Türkei)                        |

### Hastings Premier
Das Hastings Premier findet mit einer mehrjährigen Unterbrechung während des Zweiten Weltkriegs jährlich zum Jahreswechsel statt. Bis 2003/04 wurde das Turnier als Rundenturnier mit normalerweise 10 bis 16 Spielern abgehalten, wobei am Anfang weniger Spieler anwesend waren, so gab es 1920/21 nur vier Teilnehmer. Im Jahr 2004/05 fand ein K.-o.-Turnier statt; seit dem Turnier 2005/06 wird das Premier als offenes Turnier im Schweizer System über neun Runden abgehalten.
Die Qualifikation fand traditionell über das Hastings Challengers statt, welches ein offenes Turnier nach Schweizer System war. Mit dem Wegfall der Teilnehmerbeschränkung 2005/06 wurde dieses eingestellt.
Als Rahmenprogramm werden weitere fünfrundige Turniere angeboten.
Die folgende Tabelle gibt die Sieger und punktgleichen Spieler im Premier an.
| #  | Jahr                | Sieger |
| -- | ------------------- | --- |
| 1  | 1920/21             | Frederick Yates (England) |
| 2  | 1921/22             | Boris Kostić (Jugoslawien) |
| 3  | 1922/23             | Akiba Rubinstein (Polen) |
| 4  | 1923/24             | Max Euwe (Niederlande) |
| 5  | 1924/25             | Géza Maróczy (Ungarn) Savielly Tartakower (Polen) |
| 6  | 1925/26             | Alexander Aljechin (Frankreich) Milan Vidmar (Jugoslawien) |
| 7  | 1926/27             | Savielly Tartakower (Polen) |
| 8  | 1927/28             | Savielly Tartakower (Polen) |
| 9  | 1928/29             | Edgard Colle (Belgien) Frank Marshall (Vereinigte Staaten) Sándor Takács (Ungarn)                                                                                                   |
| 10 | 1929/30             | José Raúl Capablanca (Kuba) |
| 11 | 1930/31             | Max Euwe (Niederlande) |
| 12 | 1931/32             | Salo Flohr (Tschechoslowakei) |
| 13 | 1932/33             | Salo Flohr (Tschechoslowakei) |
| 14 | 1933/34             | Salo Flohr (Tschechoslowakei) |
| 15 | 1934/35             | Max Euwe (Niederlande) George Alan Thomas (England) Salo Flohr (Tschechoslowakei)                                                                                                   |
| 16 | 1935/36             | Reuben Fine (Vereinigte Staaten) |
| 17 | 1936/37             | Alexander Aljechin (Frankreich) |
| 18 | 1937/38             | Samuel Reshevsky (Vereinigte Staaten) |
| 19 | 1938/39             | László Szabó (Ungarn) |
| 20 | 1939/40             | Frank Parr (England) |
|    | 1940/41 ... 1944/45 | Unterbrechung wegen des Zweiten Weltkriegs |
| 21 | 1945/46             | Savielly Tartakower (Frankreich) |
| 22 | 1946/47             | Conel Hugh O’Donel Alexander (England) |
| 23 | 1947/48             | László Szabó (Ungarn) |
| 24 | 1948/49             | Nicolas Rossolimo (Frankreich) |
| 25 | 1949/50             | László Szabó (Ungarn) |
| 26 | 1950/51             | Wolfgang Unzicker (BR Deutschland) |
| 27 | 1951/52             | Svetozar Gligorić (Jugoslawien) |
| 28 | 1952/53             | Harry Golombek (England) Antonio Medina (Spanien) Jonathan Penrose (England) Abe Yanofsky (Kanada)                                                                                  |
| 29 | 1953/54             | Conel Hugh O’Donel Alexander (England) Dawid Bronstein (Sowjetunion) |
| 30 | 1954/55             | Paul Keres (Sowjetunion) Wassili Smyslow (Sowjetunion) |
| 31 | 1955/56             | Viktor Kortschnoi (Sowjetunion) Friðrik Ólafsson (Island) |
| 32 | 1956/57             | Svetozar Gligorić (Jugoslawien) Bent Larsen (Dänemark) |
| 33 | 1957/58             | Paul Keres (Sowjetunion) |
| 34 | 1958/59             | Wolfgang Uhlmann (DDR) |
| 35 | 1959/60             | Svetozar Gligorić (Jugoslawien) |
| 36 | 1960/61             | Svetozar Gligorić (Jugoslawien) |
| 37 | 1961/62             | Michail Botwinnik (Sowjetunion) |
| 38 | 1962/63             | Svetozar Gligorić (Jugoslawien) Alexander Kotow (Sowjetunion) |
| 39 | 1963/64             | Michail Tal (Sowjetunion) |
| 40 | 1964/65             | Paul Keres (Sowjetunion) |
| 41 | 1965/66             | Boris Spasski (Sowjetunion) Wolfgang Uhlmann (DDR) |
| 42 | 1966/67             | Michail Botwinnik (Sowjetunion) |
| 43 | 1967/68             | Florin Gheorghiu (Rumänien) Vlastimil Hort (Tschechoslowakei) Leonid Stein (Sowjetunion) Alexei Suetin (Sowjetunion)                                                                |
| 44 | 1968/69             | Wassili Smyslow (Sowjetunion) |
| 45 | 1969/70             | Lajos Portisch (Ungarn) |
| 46 | 1970/71             | Lajos Portisch (Ungarn) |
| 47 | 1971/72             | Anatoli Karpow (Sowjetunion) Viktor Kortschnoi (Sowjetunion) |
| 48 | 1972/73             | Bent Larsen (Dänemark) |
| 49 | 1973/74             | Hennadij Kusmin (Sowjetunion) László Szabó (Ungarn) Michail Tal (Sowjetunion) Jan Timman (Niederlande)                                                                              |
| 50 | 1974/75             | Vlastimil Hort (Tschechoslowakei) |
| 51 | 1975/76             | Dawid Bronstein (Sowjetunion) Vlastimil Hort (Tschechoslowakei) Wolfgang Uhlmann (DDR)                                                                                              |
| 52 | 1976/77             | Oleh Romanyschyn (Sowjetunion) |
| 53 | 1977/78             | Roman Dzindzichashvili (Israel) |
| 54 | 1978/79             | Ulf Andersson (Schweden) |
| 55 | 1979/80             | Ulf Andersson (Schweden) John Nunn (England) |
| 56 | 1980/81             | Ulf Andersson (Schweden) |
| 57 | 1981/82             | Wiktar Kuprejtschyk (Sowjetunion) |
| 58 | 1982/83             | Rafael Vaganian (Sowjetunion) |
| 59 | 1983/84             | Lars Karlsson (Schweden) Jonathan Speelman (England) |
| 60 | 1984/85             | Jewgeni Sweschnikow (Sowjetunion) |
| 61 | 1985/86             | Margeir Pétursson (Island) |
| 62 | 1986/87             | Murray Chandler (England) Bent Larsen (Dänemark) Smbat Lputjan (Sowjetunion) Jonathan Speelman (England)                                                                            |
| 63 | 1987/88             | Nigel Short (England)[3] |
| 64 | 1988/89             | Nigel Short (England) |
| 65 | 1989/90             | Sergei Dolmatow (Sowjetunion) |
| 66 | 1990/91             | Jewgeni Barejew (Sowjetunion) |
| 67 | 1991/92             | Jewgeni Barejew (Russland) |
| 68 | 1992/93             | Judit Polgár (Ungarn) Jewgeni Barejew (Russland) |
| 69 | 1993/94             | John Nunn (England) |
| 70 | 1994/95             | Thomas Luther (Deutschland) |
| 71 | 1995/96             | Stuart Conquest (England) Alexander Chalifman (Russland) Bogdan Lalić (Kroatien) |
| 72 | 1996/97             | Mark Hebden (England) John Nunn (England) Eduardas Rozentalis (Litauen) |
| 73 | 1997/98             | Matthew Sadler (England) |
| 74 | 1998/99             | Ivan Sokolov (Bosnien und Herzegowina) |
| 75 | 1999/00             | Emil Sutovsky (Israel) |
| 76 | 2000/01             | Stuart Conquest (England) K. Sasikiran (Indien) |
| 77 | 2001/02             | Alexei Barsov (Usbekistan) P. Harikrishna (Indien) K. Sasikiran (Indien) |
| 78 | 2002/03             | Peter Heine Nielsen (Dänemark) |
| 79 | 2003/04             | Vasilios Kotronias (Griechenland) Jonathan Rowson (Schottland) |
| 80 | 2004/05             | Wladimir Below (Russland) |
| 81 | 2005/06             | Walerij Newjerow (Ukraine) |
| 82 | 2006/07             | Merab Gagunaschwili (Georgien) Walerij Newjerow (Ukraine) |
| 83 | 2007/08             | Wadym Malachatko (Belgien) Nicat Məmmədov (Aserbaidschan) Walerij Newjerow (Ukraine)                                                                                                |
| 84 | 2008/09             | Igor Kurnossow (Russland) |
| 85 | 2009/10             | Andrei Istrățescu (Rumänien) Romain Édouard (Frankreich) David Howell (England) Mark Hebden (England)                                                                               |
| 86 | 2010/11             | Deep Sengupta (Indien) Arghyadip Das (Indien) |
| 87 | 2011/12             | Wang Yue (China) |
| 88 | 2012/13             | Gawain Jones (England) |
| 89 | 2013/14             | Micheil Mtschedlischwili (Georgien) Igor Khenkin (Deutschland) Ma Qun (China) Mark Hebden (England) Jahongir Vakhidov (Usbekistan) Justin Sarkar (USA) Jovica Radovanovic (Serbien) |
| 90 | 2014/15             | Zhao Jun (China) |
| 91 | 2015/16             | Jahongir Vakhidov (Usbekistan) Aleksander Miśta (Polen) |
| 92 | 2016/17             | Deep Sengupta (Indien) |
| 93 | 2017/18             | Deep Sengupta (Indien) Lou Yiping (China) |
| 94 | 2018/19             | Oleg Korneev (Spanien) Šarūnas Šulskis (Litauen) Daniel Gormally (England) Martin Petrov (Bulgarien) Alexander Tschernjajew (Russland) Conor E. Murphy (Irland)                     |
| 95 | 2019/20             | Magesh Panchanathan (Indien) |